# La distruzione di Gerusalemme
La distruzione di Gerusalemme è un'azione sacra per musica, ovvero dramma sacro, con musica di Giuseppe Giordani su libretto di Carlo Sernicola.
La prima esecuzione ebbe luogo il 25 febbraio 1787 al Teatro San Carlo di Napoli.
Fu in assoluto il primo dramma sacro ad essere rappresentato in un teatro. Il successo che riscosse fu riportato nella "Gazzetta Universale" del 20 marzo 1787 ("Straordinario ed universale è stato l'applauso che ha riportato il Dramma sacro esposto nel Teatro San Carlo ...").
Alla rappresentazione era presente anche Johann Wolfgang von Goethe che ne scrisse nel suo Italienische Reise.